# Église Saint-Julien de Catane
Pour les articles homonymes, voir Église Saint-Julien.
L'église Saint-Julien (en italien Chiesa di San Giuliano) est une église de la ville de Catane, en Sicile, située sur la Via crociferi.
L'église actuelle a été édifiée entre 1739 et 1751, sous la direction de Giovanni Battista Vaccarini, dans le cadre de la reconstruction de la ville, gravement endommagée en 1669 et en 1693 par des tremblements de terre.

## Description extérieure
L'église est située en face du collège des Jésuites, elle est entourée par un unique rambarde en fer forgé. La façade est convexe et ses lignes simples lui donnent une apparence d'une rare élégance. Elle a un plan octogonal et un dôme avec de grandes fenêtres pour éclairer l'intérieur. Le dôme est entièrement recouvert de fresques du peintre Giuseppe Rapisardi.

## Description intérieure
L'autel est plus luxueux avec des marbres polychromes et des bronzes dorés. Sur la partie supérieure, il comporte un petit temple pour l'exposition du Saint-Sacrement et un crucifix du XIVe siècle. On peut y admirer des œuvres de Olivio Sozzi, Pietro Abbadessa et un Saint Julien anonyme du XVIIIe siècle.

## Sources
- (it) Cet article est partiellement ou en totalité issu de l’article de Wikipédia en italien intitulé « Chiesa di San Giuliano (Catania) » (voir la liste des auteurs).